# Детство (Толстой)

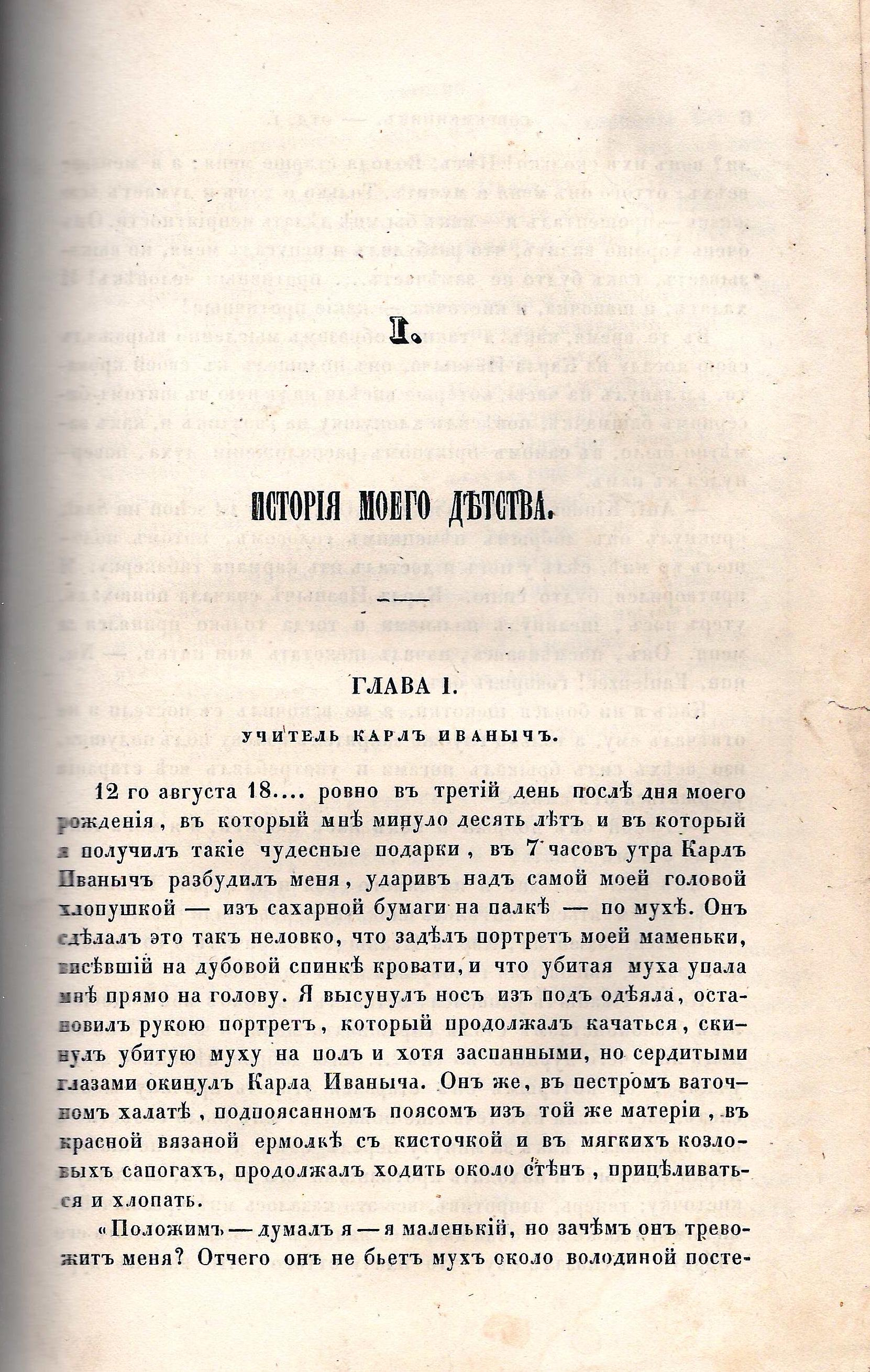
Толстой, Л.Н. История моего детства. Повесть // Современник. 1852, том XXXV (№ 9), с. 5

«Де́тство» — первая повесть автобиографической трилогии Льва Толстого, впервые напечатана в 1852 году в журнале «Современник», № 9. Эта книга описывает психологические переживания, которые испытывают многие мальчики в детстве: первая влюблённость, чувство несправедливости, обида, стеснение. 

## Все герои
- Николенька Иртеньев — от его имени ведётся повествование
- Володя Иртеньев — брат Коли
- Любочка — сестра Коли и Володи
- Papa, Пётр Александрыч (папа по-французски и по-русски[3])
- Maman, Наталья Николаевна (мама по-французски)
- Бабушка
- Карл Иваныч — домашний учитель Коли
- Мими — гувернантка Иртеньевых
- Наталья Савишна — экономка
- Гриша — юродивый и странник
- Катенька — дочь Мими
- Ивины — друзья Коли и Володи
- Корнакова — княгиня
- Иван Иваныч — князь
- Госпожа Валахина
- Сонечка — дочь Валахиной

## Прототипы
Несмотря на то, что «Детство» — это автобиографическое произведение, это всё же литературное произведение, а не мемуары. Толстой, потерявший мать в два года, по сути, придумал образ матери и центральное для «Детства» переживание её смерти. Фигура отца в «Детстве» также не имеет ничего общего с собственным отцом Толстого и списана с соседа Толстых Александра Исленьева, который даже узнал себя в персонаже. Основным прототипом брата Николеньки Володи нередко называют Владимира Иславина — незаконорожденного сына Александра Исленьева, но, по другой версии, Володя списан с брата Толстого Сергея. Даже образ самого Николеньки Иртеньева — тоже составной, в нём отразились черты незаконорожденного сына Александра Исленьева — Владимира Иславина.

## Цитаты
- Вернутся ли когда-нибудь та свежесть, беззаботность, потребность любви и сила веры, которыми обладаешь в детстве? Какое время может быть лучше того, когда две лучшие добродетели — невинная весёлость и беспредельная потребность любви — были единственными побуждениями в жизни?[5]
- …один страх хуже всякого наказания.
- Когда же я буду большой, перестану учиться и всегда буду сидеть не за диалогами, а с теми, кого я люблю?
- Мне кажется, что в одной улыбке состоит то, что называют красотою лица.
- Он видел мою ошибку (которая состояла в том, что я не выдержал) и, презрительно взглянув на меня, сказал только: «Эх, барин!» Но надо знать, как это было сказано! Мне было бы легче, ежели бы он меня, как зайца, повесил на седло.
 Долго стоял я в сильном отчаянии на том же месте, не звал собаки и только твердил, ударяя себя по ляжкам.
 — Боже мой, что я наделал![6]
- Душа моя не может существовать без любви к вам: а я знаю, что она будет существовать вечно, уже по одному тому, что такое чувство, как моя любовь, не могло бы возникнуть, если бы оно должно было когда-нибудь прекратиться[7].

## Экранизация
- 1973 — «Детство. Отрочество. Юность» СССР, режиссёр Пётр Фоменко